# Leptotyphlops blanfordi
Leptotyphlops blanfordi är en kräldjursart som beskrevs av  George Albert Boulenger 1890. Leptotyphlops blanfordi ingår i släktet Leptotyphlops och familjen Leptotyphlopidae. Inga underarter finns listade i Catalogue of Life.